# جوایز سینمایی و تلویزیونی ام‌تی‌وی
جوایز سینمایی و تلویزیونی ام‌تی‌وی (به انگلیسی: MTV Movie & TV Awards) (که قبلاً جوایز سینمایی ام‌تی‌وی نام داشت) یک مراسم اعطای جوایز سینمایی و تلویزیونی است که هر ساله توسط ام‌تی‌وی ارائه می‌شود. اولین جوایز در سال ۱۹۹۲ معرفی شد. این مراسم در بیست و ششمین دوره خود در سال ۲۰۱۷ به جوایز سینما و تلویزیون ام‌تی‌وی تغییر نام داد تا در کنار سینما از کار در تلویزیون نیز تقدیر کند.